# Landgericht Altdorf

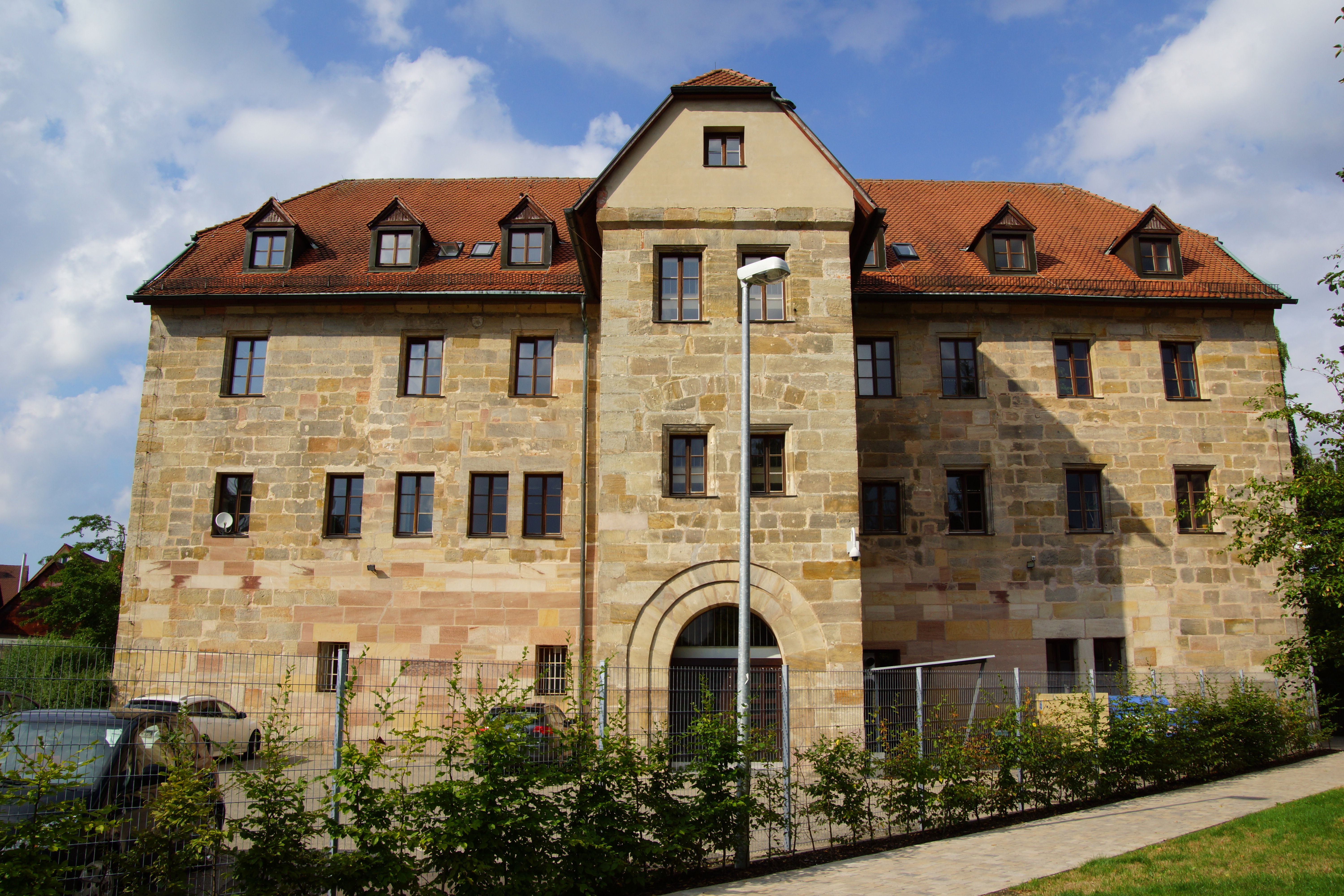
Ehemaliges Pflegschloss, Sitz des Landgerichts Altdorf

Das Landgericht Altdorf war ein von 1808 bis 1879 bestehendes bayerisches Landgericht älterer Ordnung mit Sitz in Altdorf im heutigen Landkreis Nürnberger Land. Die Landgerichte waren im Königreich Bayern Gerichts- und Verwaltungsbehörden, die 1862 in administrativer Hinsicht von den Bezirksämtern und 1879 in juristischer Hinsicht von den Amtsgerichten abgelöst wurden. 

## Lage
Das Landgericht Altdorf grenzte im Westen an das Landgericht Schwabach, im Nordwesten an das Landgericht Nürnberg, im Norden an das Landgericht Lauf, im Nordosten an das Landgericht Hersbruck und im Osten und Süden an die Oberpfalz.

## Geschichte
Im Jahr 1808 wurde im Verlauf der Verwaltungsneugliederung Bayerns das Landgericht Altdorf errichtet, das Teil des Pegnitzkreises war. Der Amtssitz des Landgerichts war im ehemaligen Pflegschloss Altdorf, dem Sitz des vormaligen Pflegamts Altdorf. Das Landgericht wurde in 18 Steuerdistrikte eingeteilt und es wurden 37 Gemeinden gebildet (s. u.). 1810 kam das Landgericht Altdorf nach der Auflösung des Pegnitzkreises an den Rezatkreis.
1818 hatte das Landgericht Altdorf 11295 Einwohner, die sich auf 2588 Familien verteilten und in 2288 Anwesen wohnten.
Die Gemeinde Egensbach wurde vor 1840 nach Offenhausen eingemeindet.
1840 hatte das Landgericht Altdorf eine Fläche von 51⁄2 Quadratmeilen (≈253 km²) und 14640 Einwohner, wovon 346 Katholiken und 14294 Protestanten waren. Es gab 113 Ortschaften (1 Stadt, 1 Markt, 8 Pfarrdörfer, 2 Kirchdörfer, 26 Dörfer, 45 Weiler und 31 Einöden) und 36 Gemeinden (1 Magistrat 3. Klasse, 1 Marktsgemeinde und 34 Landgemeinden).
1862 wurden die Landgerichte Nürnberg und Altdorf in administrativer Hinsicht zum Bezirksamt Nürnberg zusammengefasst. Anlässlich der Einführung des Gerichtsverfassungsgesetzes am 1. Oktober 1879 kam es zur Errichtung eines Amtsgerichts in Altdorf, dessen Sprengel aus dem Bezirk des gleichzeitig aufgehobenen Landgerichts gebildet wurde.

## Struktur

### Steuerdistrikte
Das Landgericht wurde in 18 Steuerdistrikte aufgeteilt, die vom Rentamt Altdorf verwaltet wurden:
- Altdorf mit Fallhaus, Hagenhäusermühle *, Schleifmühle und Ziegelhütte;
- Altenthann mit Grünsberg, Pattenhofen, Prackenfels, Stürzelhof, Wallersberg und Weinhof;
- Burgthann mit Förresmühle, Gibitzenhof, Gugelhof, Heinleinshof, Ober- und Untermimberg, Rübleinshof und Schafhof;
- Diepersdorf mit Haimendorf, Moritzberg, Renzenhof, Rockenbrunn und Scheerau;
- Engelthal mit Gersberg und Peuerling;
- Entenberg mit Gersdorf, Oberhaidelbach, Pötzling, Pühlhof, Reuth und Weihersberg;
- Ezelsdorf mit Großvoggenhof, Grub, Schwarzenbach und Steinbach;
- Feucht mit Fröschau, Gauchsmühle, Hahnhof, Mauschelhof, Moosbach, Rummelsberg und Weiherhaus;
- Fischbach mit Altenfurt, Birnthon und Netzstall;
- Kucha mit Breitenbrunn, Hartenberg, Hinterhaslach, Ittelshofen, Klingenhof, Mittelhof, Vorderhaslach, Oberndorf und Püscheldorf;
- Leinburg mit Brunn, Fuchsmühle, Heiligenmühle, Obermühle, Rösmühle und Unterhaidelbach;
- Oberferrieden mit Bachmühle, Brandmühle *, Dieterleinshütte, Kothmühle, Oberlindelburg, Pfeifferhütte, Unterferrieden und Unterlindelburg;
- Oberrieden mit Adelheim, Hegnenberg, Pühlheim, Raschbach, Reschbach und Unterrieden;
- Offenhausen mit Aichamühle, Birkensee, Egensbach, Hallershof, Kruppach, Prosberg und Schrotsdorf;
- Penzenhofen mit Au, Ludersheim, Richthausen, Ungelstetten und Winkelhaid
- Rasch mit Dörlbach, Lochmannshof, Prethalmühle, Peunting und Westhaid;
- Schwarzenbruck mit Gsteinach und Ochenbruck;
- Weißenbrunn mit Ernhofen, Oberwellitzleithen, Röthenbach, Unterwellitzleithen (=Höfen) und Winn.

### Gemeinden
1820 gehörten 1 Munizipalgemeinde und 36 Ruralgemeinden zum Landgericht:
- Altdorf mit Fallhaus, Lochmannshof, Prethalmühle, Schleifmühle und Ziegelhütte;
- Altenthann mit Pattenhofen und Wallersberg;
- Breitenbrunn mit Hartenberg, Hinterhaslach und Vorderhaslach;
- Brunn mit Netzstall;
- Burgthann mit Förresmühle, Gibitzenhof, Obermimberg, Schafhof und Untermimberg;
- Diepersdorf mit Scheerau;
- Dörlbach mit Peunting und Westhaid;
- Egensbach mit Birkensee;
- Engelthal mit Peuerling;
- Entenberg;
- Ezelsdorf mit Steinbach;
- Feucht;
- Fischbach mit Altenfurt und Birnthon;
- Gersdorf mit Gersberg, Pötzling und Reuth;
- Grub mit Großvoggenhof;
- Grünsberg mit Prackenfels, Stürzelhof und Weinhof;
- Haimendorf mit Moritzberg, Renzenhof und Rockenbrunn;
- Kruppach;
- Kucha mit Mittelhof und Oberndorf;
- Leinburg mit Fuchsmühle, Heiligenmühle, Obermühle und Rösmühle;
- Lindelburg mit Oberlindelburg und Unterlindelburg;
- Moosbach mit Fröschau, Gauchsmühle, Hahnhof, Mauschelhof, Rummelsberg und Weiherhaus;
- Oberferrieden mit Bachmühle, Dieterleinshütte, Gugelhof, Heinleinshof, Kothmühle, Pfeifferhütte und Rübleinshof;
- Oberhaidelbach;
- Offenhausen mit Aichamühle, Hallershof, Prosberg und Schrotsdorf;
- Penzenhofen mit Au und Ludersheim;
- Püscheldorf mit Ittelshofen und Klingenhof;
- Pühlheim mit Adelheim, Hegnenberg und Raschbach;
- Rasch;
- Röthenbach mit Oberwellitzleithen und Unterwellitzleithen;
- Schwarzenbach;
- Schwarzenbruck mit Gsteinach und Ochenbruck;
- Unterferrieden ;
- Unterhaidelbach mit Pühlhof und Weihersberg;
- Unterrieden mit Oberrieden;
- Weißenbrunn mit Ernhofen und Winn;
- Winkelhaid mit Richthausen und Ungelstetten.